# Karl von Arnim-Züsedom
Karl von Arnim-Züsedom (* 13. November 1846 in Neuensund, Uckermark; † 22. Mai 1913 auf Gut Züsedom, Uckermark) war ein deutscher Großgrundbesitzer und Politiker im Königreich Preußen.

## Leben
Karl Louis Wilhelm von Arnim entstammte dem Haus Lützlow des Zweiges Neuensund des in Preußen weit verbreiteten Geschlechts derer von Arnim aus dem uckermärkischen Uradel. Er war Sohn von Johann Karl Friedrich von Arnim (1789–1861). Sein Großvater war der Landrat Johann Anton Joachim von Arnim.

### Werdegang
Arnim gehörte einer sehr wohlhabenden Familie an. Das bedeutete, dass er als Erbe mehrerer Güter auf Broterwerb nicht angewiesen war. Wie in solchen Familien üblich, diente er zunächst in der Preußischen Armee, ohne die Absicht zu haben, diesen Dienst zu seinem Beruf zu machen. Er schied daher schon bald aus dem aktiven Dienst aus (später wurde er Rittmeister der Reserve), um in Bonn und Berlin Jura zu studieren. Im Jahr 1866 wurde er Mitglied des Corps Borussia Bonn. Das Studium beendete er mit dem Referendarsexamen, ohne den Referendardienst anzutreten. Er übernahm stattdessen die väterlichen Güter Lützlow (seit 1456 im Besitz der Familie), Züsedom (seit 1842 in Familienbesitz), Stramehl mit Carlsruh und Heinrichshof. Diesen landwirtschaftlichen Besitz wandelte er am 6. Juni 1882 in einen Familienfideikommiss, dessen 1. Fideikommissherr er wurde.
Neben der Bewirtschaftung seiner Güter beschäftigte er sich u. a. mit standespolitischen Fragen des ritterschaftlichen Adels. Er wurde deshalb von seinen Standesgenossen zum Hauptritterschaftsdirektor gewählt und war somit für das Kur- und Neumärkisches Ritterschaftliches Kreditinstitut mit Sitz in Berlin tätig. Die Wahl zum Direktor einer Region oder Ritterschaftsrat galt zunächst für sechs Jahre. Außerdem wurde ihm vom Hof in Berlin das Amt eines königlich preußischen Kammerherrn übertragen. Über die Standespolitik hinaus engagierte er sich als konservativer Abgeordneter des Preußischen Abgeordnetenhauses, in das er für die 20. Sitzungsperiode für den Wahlkreis Potsdam 6 (Prenzlau und Angermünde) gewählt worden war, für allgemeine staatspolitische Fragen. Als evangelischer Christ war er Rechtsritter des Johanniterordens.

### Familie
Arnim war seit dem 29. September 1876 mit Gräfin Sophie von Schwerin (1851–1933) verheiratet, Tochter der Louise von Schwanenfeld und des Wilhelm Graf von Schwerin-Göhren. Karl und Sophie von Arnim hatten fünf Töchter und zwei Söhne. Der Ingenieur Bruno Schwarze war ihr Schwiegersohn. Erbe auf Lützlow wurde der Sohn Wilhelm von Arnim-Lützlow. Züsedom, erhielt im Minorat der jüngste Enkel Hans-Karl von Arnim. Enkeltochter Bertha war er mit Detlev von Arnim-Kröchlendorff verheiratet.